# Centro de Ciclismo de Montaña (Río de Janeiro)

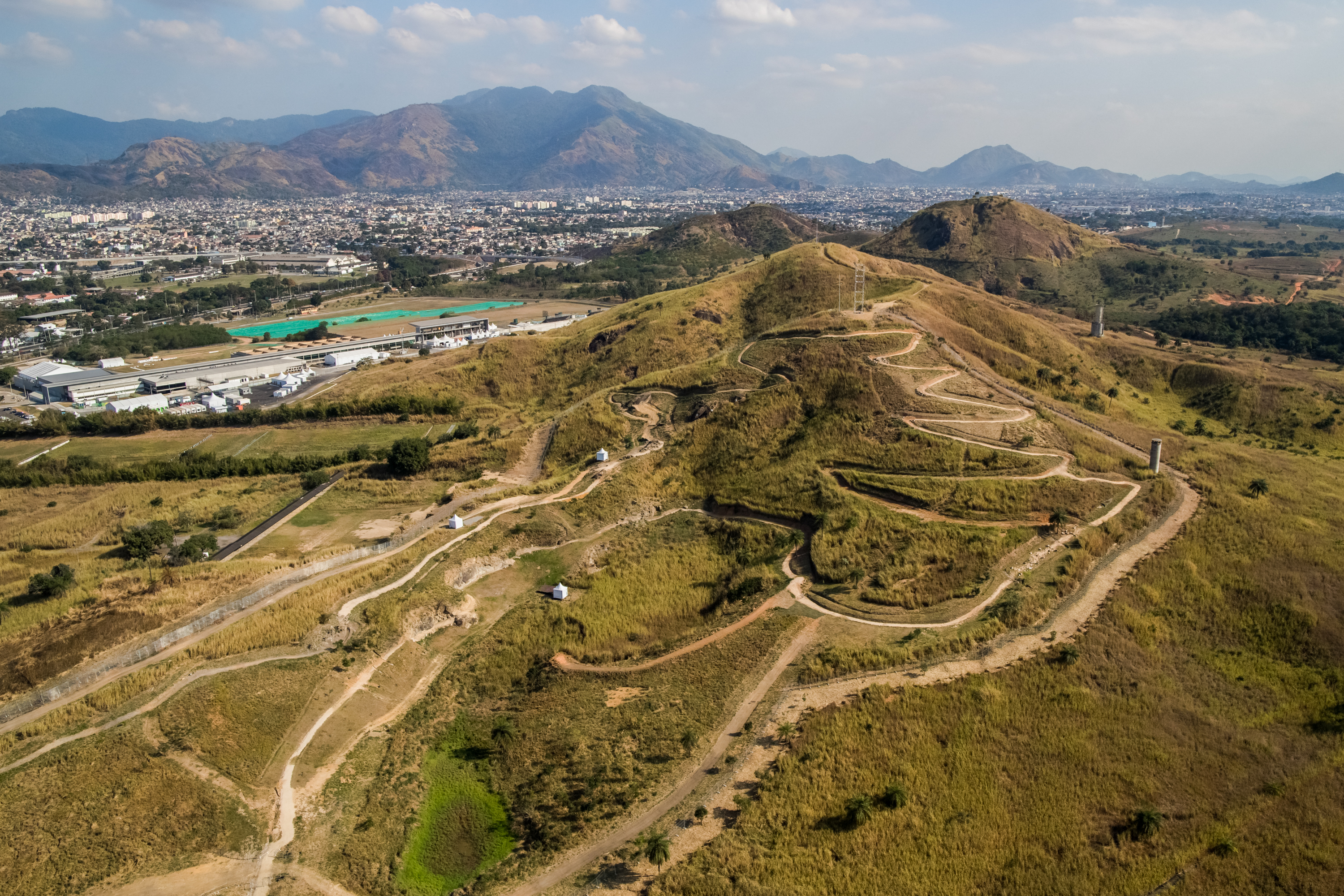
Centro de Ciclismo de Montaña

El Centro de Ciclismo de Montaña es un circuito de ciclismo ubicado en Deodoro, en el oeste de Río de Janeiro, Brasil. La instalación fue construida para albergar los eventos de ciclismo de montaña en los Juegos Olímpicos de 2016, fue diseñado por Vigliecca & Associados y tiene una capacidad de 5000 espectadores.
La ruta tenía 4,9 km de longitud y cubría un área de 19.200 metros cuadrados. El punto más alto estaba en el Morro do Jaques de 124 metros de altura. Después de los Juegos Olímpicos la ruta fue dividida en 2, una de estas partes fue convertida a espacio militar y la otra sigue conservando su uso deportivo en la actualidad.